# Viktor Budyanskiy
Viktor Igorevich Budyanskiy - em russo, Виктор Игоревич Будянский (Vovchansk, 12 de janeiro de 1986) é um ex-futebolista russo que jogava como meio-campista.

## Carreira
Jogou nas categorias de base da Juventus entre 2001 e 2004, fazendo sua estreia como profissional contra o Perugia. A Federação Italiana de Futebol descobriu no mesmo ano que o contrato do meio-campista e do uzbeque Ilyos Zeytulayev não atendiam o regulamento - o contrato para jogadores da base era válido por 3 anos e a Ucrânia, país natal de Budyanskiy, não fazia parte da União Europeia, o que invibializaria a renovação do vínculo do jogador, que foi inicialmente dispensado. Após uma recurso, o Comitê de Apelação voltou atrás e decidiu que um atleta estrangeiro poderia renovar seu contrato.
Em 2005, Budyanskiy e Zeytulayev assinaram com a Reggina, em sistema de co-propriedade. O meio-campista disputou 2 partidas pelo clube da Calábria. No mesmo ano foi emprestado para o Avellino, pelo qual atuou 28 vezes e fez um gol.
Em 2006, assinou com o Ascoli, jogando 31 vezes e fazendo 3 gols, porém não evitou o rebaixamento da equipe à segunda divisão nacional. Em agosto de 2007, foi contratado pela Udinese, onde atuou em apenas 3 partidas (2 pela Coppa Italia e um pela Série A). Sem espaço nos Friulani, atuou por Lecce e Khimki. Após o término de seu contrato com a Udinese e não ter conseguido outro clube para jogar, Budyanskiy decidiu encerrar a carreira em 2011, aos 27 anos.

## Seleção Russa
Nascido em Vovchansk, o meio-campista escolheu defender a seleção principal da Rússia em 2007, uma vez que possui a cidadania do país e atuou na seleção Sub-19 em 2003. Ele jogou 2 partidas em junho do mesmo ano, contra Andorra e Croácia, válidas pelas eliminatórias da Eurocopa de 2008.